# Jung Mo Sung
Jung Mo Sung (성정모, em Hangul (SUNG, Jung Mo); em ideograma chinês, 成定模; Coreia do Sul, 1957) é um teólogo católico e cientista da religião coreano radicado no Brasil desde 1966 e naturalizado brasileiro. Foi o primeiro a se formar em um doutorado em Ciência da Religião em uma instituição brasileira, em 1990, pela Universidade Metodista de São Paulo (UMESP). É professor titular da UMESP no Programa de Pós-Graduação em Ciências da Religião. Desenvolve trabalhos em religião e educação, teologia e economia, igreja e sociedade, neoliberalismo, globalização e solidariedade. Sua reflexão teológica situa-se na corrente da teologia da libertação.

## Biografia
Nascido na Coreia em 1957, mudou-se para o Brasil com sua família em 1966. Estudou Administração de Empresas, na USP, curso que abandonou no 3o ano para se dedicar  à teologia. Graduou-se em Filosofia pelas Faculdades Associadas de Ipiranga (1984) e teologia na Faculdade de Teologia N. Sra da Assunção, da Arquidiocese de São Paulo.. Concluiu o mestrado em Teologia Moral em 1993 pela Faculdade de Teologia Nossa Senhora da Assunção, com a dissertação: A idolatria do capital e a morte dos pobres. Obteve o título de doutor em Ciências da Religião pela Universidade Metodista de São Paulo em 1993, com a tese: Economia: um tema central e quase ausente na Teologia da Libertação, sob a orientação do prof. Dr. Júlio de Santa Ana. Os estudos de pós-doutorado em educação foram concluídos em 2000 na Universidade Metodista de Piracicaba, sob a supervisão de prof. Dr. Hugo Assmann, com quem escreveu o livro "Competência e sensibilidade solidária: educar para esperança" como resultado da pesquisa de pós-doutorado. 
Desde 1994 é professor do Programa de Pós-Graduação em Ciências da Religião/Universidade Metodista de São Paulo, onde pesquisa os temas Teologia-Economia-Educação. Atualmente é professor titular da Universidade Metodista de São Paulo; e durante os anos de 2011 a 2014 ocupou também o cargo de diretor da Faculdade de Humanidades e Direito da mesma universidade. Foi professor no PPG em Ciências da Religião da Pontifícia Universidade Católica de São Paulo (PUC-SP), entre 1996 e 2006.

## Teologia e economia
Jung Mo Sung especializou-se na relação entre teologia e economia, influenciado por Hugo Assmann, Franz Himkelammert e Júlio de Santa Ana.
Esteve em sintonia com a Teologia da Libertação ao sustentar que a economia é relevante para a teologia. Trata-se de uma posição que tem suas bases no duplo princípio formulado pelo Concílio Vaticano II, que afirmou que Cristo se encarnou no mundo e, portanto, a Igreja deve comprometer-se com o mundo, e na Encíclica Octogesima Adveniens do Papa Paulo VI, que chamou as comunidades cristãs a discernir sobre as opções e os compromissos que devem ocorrer para realizar as transformações sociais, políticas e econômicas que se consideram de urgente necessidade em cada caso (n. 4). Os teólogos da libertação reconhecem a relação intrínseca entre teologia e economia, que seria, na visão destes, consequência direta da fé no "Deus da Vida", não somente da vida espiritual ou da vida eterna em abstrato, mas da vida que abrange a materialidade das necessidades de alimentação, de assistência médica, de moradia, de vestuário, etc., cf. Mateus 25:31–39.
Sung, em sintonia com John Kenneth Galbraith, sustentou que a defesa do neoliberalismo teria um marco teórico semelhante ao de uma teologia, pois se basearia em dogmas, pois a fé na eficiência da "mão invisível" do mercado seria semelhante à fé em um Deus. Jung afirmava que um dos elementos desse marco teórico, seria a insensibilidade diante do sofrimento dos pobres, que não teriam sua dignidade reconhecida enquanto seres humanos. Os Shoppings Centers seriam os templos dessa modalidade de religião idolatrica, baseada no egoísmo, que absolutizaria o consumismo e o "ter" em detrimento do "ser", pois a relevância de um ser se revelaria na medida do que cada "ser" possui.
No campo oposto da teologia neoliberal, que impõe sacrifícios aos mais pobres, estaria a teologia da libertação, para a qual a busca pelo Reino de Deus seria o horizonte que dá sentido à vida dos crentes e à luta contra os sistemas de opressão e exclusão. O Reino de Deus seria fruto da graça e da misericórdia de Deus, que introduziria una práxis de compaixão (cf. Mateus 9:13) que leva os fiéis a se entregar por amor aos excluídos.
Sung também destacava passagens do Antigo Testamento favoráveis aos oprimidos ex.: Êxodo 23:1–12 .
Sung pode ser considerado um dos principais nomes da 3a geração da teologia da libertação latinoamericana, e está ligado a "Escola DEI", uma escola de pensamento da teologia da libertação que foi constituída em torno do Departamento Ecumênico de Investigaciones, en San José (Costa Rica), -- onde trabalharam Hugo Assmann, F. Hinkelammert, Pablo Richard, Elsa Tamez e outros.

## Principais publicações
Possui uma obra vasta, também traduzida em outros idiomas, com destaque para as publicações:
- "A idolatria do capital e a morte dos pobres" (São Paulo, 1989) - "La idolatría del capital y la muerte de los pobres" (San José, Costa Rica, 1991);;
- Experiência de Deus: ilusão ou realidade?, S.Paulo, FTD, 1991. (2a. ed., com o título Deus: ilusão ou realidade, São Paulo: Ática, 1996; Ed.Reflexão, 2011).
- Deus numa economia sem coração: pobreza e neoliberalismo: desafios à evangelização, S. Paulo, Paulinas, 1992. (3.ª ed., 1998) - "Neoliberalismo y pobreza: una economía sin corazón" (San José, Costa Rica, 1992);
- Teologia e economia: repensando a Teologia da Libertação e utopias, Petrópolis, Vozes, 1994. (2a.ed, 1995; 3a ed, Ed. Fonte, 2008) - "Teología y economía. Repensando la Teología de la Liberación y Utopías" (Madri, 1994);
- Se Deus existe, por que há pobreza?, São Paulo, Paulinas, 1995. (4.ª ed., Ed. Reflexão, 2009).
- Conversando sobre ética e sociedade, Petrópolis: Vozes, 1995 (em co-autoria com Josué Cândido da Silva). (13a. ed. 2007).
- Desejo, mercado e religião, Petrópolis: Vozes, 1998. (4a ed. Ed. Fonte, 2010) - "Deseo, mercado  y religión" (Santander, 1999);
- Competência e sensibilidade solidária: educar para esperança. Petrópolis: Vozes, 2000. (4.ª ed., 2006) (em co-autoria com Hugo Assmann).
- Conhecimento e solidariedade. Educar para a superação da exclusão social. São Paulo: Salesiana, 2002.
- Sujeito e sociedades complexas. Para repensar os horizontes utópicos. Petrópolis: Vozes, 2002.
- Sementes de esperança: a fé em um mundo em crise. Petrópolis: Vozes, 2005. (2ª. ed. 2005).
- Educar para reencantar a vida. Petrópolis: Vozes, 2006.
- "Desire, Market and Religión". London: SCM Press, 2007.
- "Um caminho espiritual para felicidade". Petrópolis: Vozes, 2007
- "Cristianismo de libertação: espiritualidade e luta social". S. Paulo: Paulus, 2008
- "Beyond the Spirit of Empire, Londres: SCM, 2009 (co-autoria com Joerg Rieger e Méstor Miguez)
- "Deus em nós: o reinado que acontece no amor solidário aos pobres", S.Paulo: Paulus, 2010 (com Hugo Assmann)
- "The Subject, Capitalism and Religion: Horizons of Hope in Complex Society". New York: Palgrave Macmillan, 2011
- "Missão e educação teológica". São Paulo: ASTE, 2011. (em co-autoria com Lari Wirth e Néstor Miguez)
- "Semillas de Esperanza: La fe cristiana en un mundo em crise". La Paz: ISEAT, 2012.
- "Para além do espírito do Império". São Paulo: Paulinas, 2012. (em co-autoria com Néstor Míguez e Joerg Rieger)
- "Shijang, Jonggyo, Yokmang: Hyebang Shinhak Eou Non-eun Lobon Oneol Eou Seugye" (Mercado, religião e desejo: o mundo de hoje na perspectiva da Teologia da Libertação). Seoul (Coreia do Sul): Suhae Munjip, 2014.